# 波齐亚宫
48°12′41″N 16°21′50″E / 48.21139°N 16.36389°E

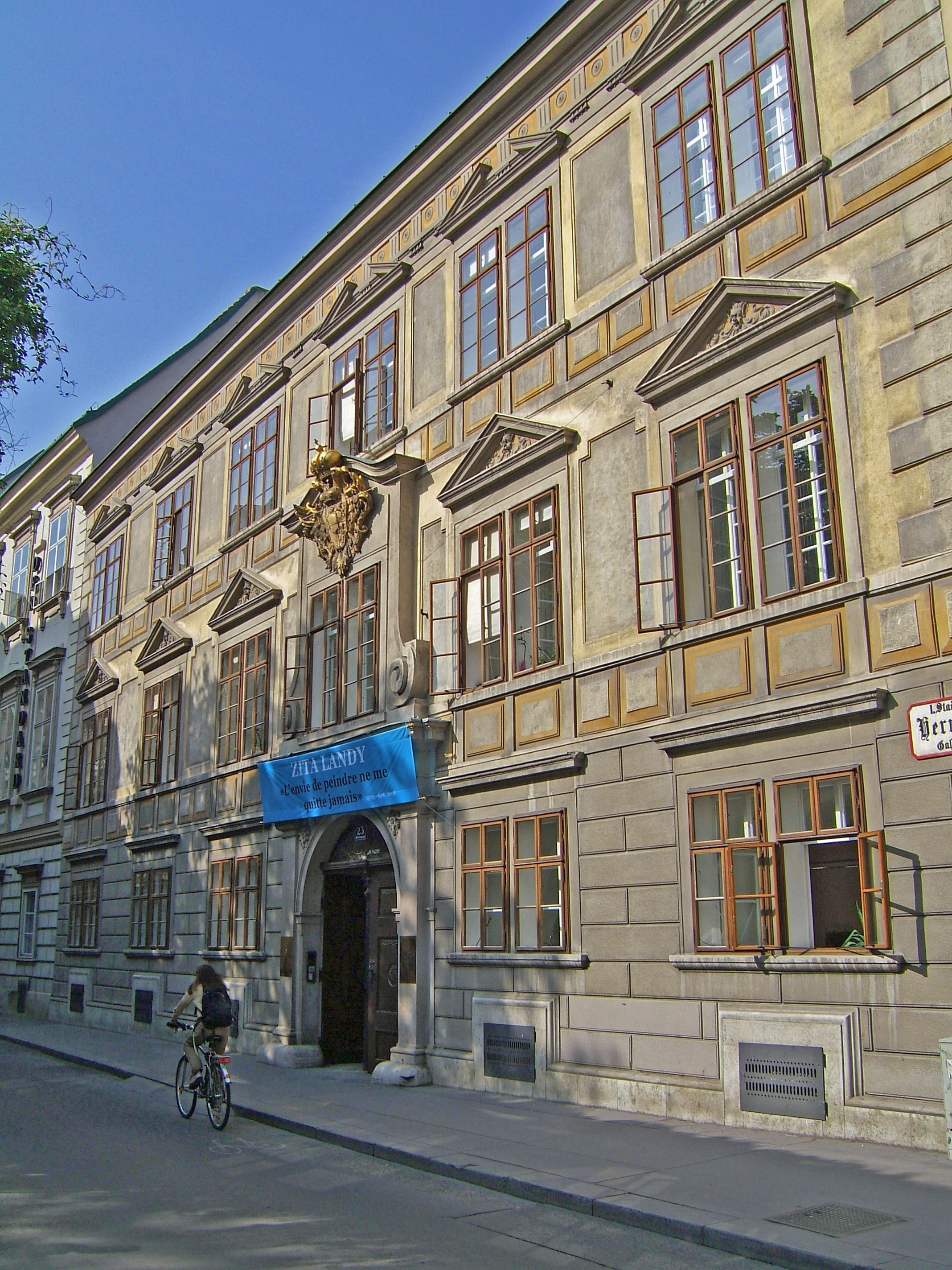
波齐亚宫

波齐亚宫（Palais Porcia）是奥地利维也纳的一座历史建筑，位于内城区西部的绅士街23号，介于金斯基宫（Palais Kinsky）和特拉特曼斯多夫宫（Palais Trautmansdorff）之间，Palais Harrach对面。波齐亚宫建于1546年，属于加布里埃尔·冯·萨拉曼卡-奥尔登堡伯爵的后裔。它代表16世纪中叶在维也纳出现的简化的文艺复兴风格.在17世纪和其后的世纪中，它被改建为巴洛克和洛可可风格，而内院仍保留早期文艺复兴的拱廊。2010年，波齐亚宫设有奥地利总理图书馆。